# اولورو ۹۴۸۵
سیارک ۹۴۸۵ (به انگلیسی: 9485 Uluru، نامگذاری:6108P-L) نه هزار و چهارصد و هشتاد و پنجمین سیارک کشف شده‌است که در ۲۴ سپتامبر ۱۹۶۰ کشف شد.
قدر مطلق سیارک برابر ۱۴٫۸۰ است.